# Tournoi de clôture du championnat du Costa Rica de football 2020
Navigation
Saison précédente Saison suivante
Le Tournoi Clausura 2020 est le vingt-sixième tournoi saisonnier disputé au Costa Rica.
C'est cependant la 111e fois que le titre de champion du Costa Rica est remis en jeu.
Lors de ce tournoi, le CS Herediano a tenté de conserver son titre de champion du Costa Rica face aux onze meilleurs clubs costariciens.
Chacun des douze clubs participant au championnat était confronté deux fois aux onze autres équipes. Puis les quatre meilleurs se sont affrontés lors d'une phase finale à la fin de la saison.

## Contexte
En raison de la pandémie de Covid-19, la saison est suspendue le 18 mars 2020. Le 11 mai suivant, avec l'approbation du Ministère de la Santé, la ligue annonce la reprise de ses activités dès le 20 mai. Toutes les rencontres se jouent à huis clos.

## Les douze clubs participants
| \| Alajuelense Cartaginés Herediano Limón Pérez Zeledón Saprissa Universidad San Carlos Santos Guadalupe Grecia Jicaral \| Localisation des clubs. |
| Alajuelense Cartaginés Herediano Limón Pérez Zeledón Saprissa Universidad San Carlos Santos Guadalupe Grecia Jicaral                               |

Ce tableau présente les douze équipes qualifiées pour disputer le championnat 2019-2020. On y trouve le nom des clubs, le nom des stades dans lesquels ils évoluent ainsi que la capacité et la localisation de ces derniers.
| Club                    | Stade                                | Capacité | Ville                  |
| LD Alajuelense          | Stade Alejandro Morera Soto          | 17 900   | Alajuela               |
| CS Cartaginés           | Stade José Rafael Ivankovich         | 13 500   | Cartago                |
| Municipal Grecia        | Stade Allen Riggioni                 | 4 000    | Grecia                 |
| Guadalupe FC            | Stade Coyella Fonseca                | 4 500    | Guadalupe              |
| CS Herediano            | Stade Eladio Rosabal Cordero         | 8 100    | Heredia                |
| Jicaral Sercoba (en)    | Estadio Asociación Cívica Jicaraleña | 1 500    | Jicaral                |
| Limón FC                | Stade Juan Gobán                     | 3 000    | Puerto Limón           |
| Municipal Pérez Zeledón | Stade Municipal Pérez Zeledón        | 6 000    | San Isidro del General |
| AD San Carlos           | Stade Carlos Ugalde Álvarez          | 5 000    | Ciudad Quesada         |
| SD Santos               | Stade Ebal Rodríguez                 | 3 000    | Guápiles               |
| Deportivo Saprissa      | Stade Ricardo Saprissa               | 23 100   | San José               |
| Universidad             | Stade Ecológico                      | 1 800    | San José               |

## Compétition
Le tournoi Clausura est divisé en deux phases :
- La phase de qualification : les vingt-deux journées de championnat.
- La phase finale : le retour des matchs aller-retour allant des demi-finale à la finale.

### Phase de qualification
Lors de la phase de qualification les douze équipes s'affrontent à deux reprises selon un calendrier tiré aléatoirement.
Les quatre meilleures équipes sont directement qualifiées pour la phase finale.
Le classement est établi sur le barème de points classique (victoire à 3 points, match nul à 1, défaite à 0).
Le départage final se fait selon les critères suivants :
- Le nombre de points.
- La différence de buts générale.
- La différence de buts particulière.
- Le nombre de buts marqué.

| Rang | Équipe                  | Pts | J  | G  | N  | P  | Bp | Bc | Diff |
| ---- | ----------------------- | --- | -- | -- | -- | -- | -- | -- | ---- |
| 1    | Deportivo Saprissa      | 45  | 22 | 13 | 6  | 3  | 41 | 24 | +17  |
| 2    | CS Herediano            | 40  | 22 | 10 | 10 | 2  | 40 | 21 | +19  |
| 3    | LD Alajuelense          | 40  | 22 | 11 | 7  | 4  | 42 | 26 | +16  |
| 4    | CS Cartaginés           | 35  | 22 | 10 | 5  | 7  | 33 | 35 | -2   |
| 5    | Guadalupe FC            | 33  | 22 | 8  | 9  | 5  | 28 | 22 | +6   |
| 6    | Jicaral Sercoba (en) P  | 32  | 22 | 8  | 8  | 6  | 33 | 27 | +6   |
| 7    | AD San Carlos T         | 29  | 22 | 8  | 5  | 9  | 41 | 41 | 0    |
| 8    | Municipal Grecia        | 29  | 22 | 8  | 5  | 9  | 33 | 37 | -4   |
| 9    | Municipal Pérez Zeledón | 21  | 22 | 5  | 6  | 11 | 26 | 38 | -12  |
| 10   | SD Santos               | 20  | 21 | 5  | 5  | 11 | 31 | 41 | -10  |
| 11   | Limón FC                | 16  | 21 | 4  | 4  | 13 | 19 | 28 | -9   |
| 12   | Universidad             | 16  | 22 | 4  | 4  | 14 | 27 | 54 | -27  |

| Légende : Qualifications et relégations | Légende : Qualifications et relégations          |
| --------------------------------------- | ------------------------------------------------ |
|                                         | Qualifié pour la Grand final et la seconde phase |
|                                         | Qualifié pour la seconde phase                   |
|                                         | T Tenant du titre P Promu de la saison 2018-2019 |

| Résultats (▼dom., ►ext.)                                   | Alaj | Cart | Grec | Guad | Here | Jic | Lim        | MunP | SanC | Sant | Sapr | Univ |
| LD Alajuelense                                             |      | 1-1  | 5-1  | 3-2  | 0-0  | 1-0 | 4-1        | 2-0  | 3-0  | 1-0  | 2-2  | 6-1  |
| CS Cartaginés                                              | 0-2  |      | 4-3  | 0-0  | 1-4  | 4-2 | 1-0        | 0-3  | 3-2  | 2-2  | 1-2  | 2-1  |
| Municipal Grecia                                           | 3-1  | 2-3  |      | 2-0  | 0-0  | 1-0 | 0-3        | 1-0  | 2-5  | 1-1  | 0-3  | 1-0  |
| Guadalupe FC                                               | 3-0  | 0-0  | 3-0  |      | 0-0  | 1-1 | 1-0        | 3-1  | 0-2  | 1-0  | 2-1  | 5-0  |
| CS Herediano                                               | 3-3  | 3-0  | 3-3  | 0-0  |      | 1-0 | 0-1        | 1-1  | 3-3  | 3-1  | 4-1  | 5-2  |
| Jicaral Sercoba                                            | 2-2  | 2-1  | 1-1  | 0-0  | 1-1  |     | 2-1        | 3-1  | 2-1  | 6-2  | 0-3  | 5-0  |
| Limon FC                                                   | 1-0  | 1-2  | 0-2  | 0-0  | 0-2  | 0-1 |            | 1-2  | 1-2  | 3-0  | 0-1  | 3-3  |
| Municipal Pérez Zeledon                                    | 3-1  | 0-1  | 1-4  | 1-1  | 0-1  | 2-0 | 1-1        |      | 0-4  | 3-3  | 1-1  | 3-2  |
| AD San Carlos                                              | 1-1  | 1-3  | 1-0  | 2-2  | 1-3  | 0-1 | 1-1        | 3-2  |      | 3-0  | 0-1  | 2-2  |
| SD Santos                                                  | 0-1  | 1-3  | 1-0  | 3-5  | 1-1  | 0-0 | [ Note 1 ] | 3-1  | 5-2  |      | 2-4  | 3-0  |
| Deportivo Saprissa                                         | 1-1  | 3-1  | 2-2  | 3-0  | 1-0  | 2-2 | 1-0        | 0-0  | 5-3  | 1-0  |      | 3-1  |
| Universidad                                                | 1-2  | 0-0  | 0-4  | 3-0  | 1-2  | 2-2 | 2-1        | 2-0  | 1-2  | 1-3  | 2-0  |      |
| - Victoire à domicile - Match nul - Victoire à l'extérieur |      |      |      |      |      |     |            |      |      |      |      |      |

### Classement cumulatif
| Rang | Équipe                  | Pts | J  | G  | N  | P  | Bp | Bc | Diff |
| ---- | ----------------------- | --- | -- | -- | -- | -- | -- | -- | ---- |
| 1    | LD Alajuelense          | 92  | 44 | 27 | 11 | 6  | 91 | 47 | +44  |
| 2    | Deportivo Saprissa C    | 85  | 44 | 25 | 10 | 9  | 91 | 54 | +37  |
| 3    | CS Herediano C          | 75  | 44 | 20 | 15 | 19 | 80 | 44 | +36  |
| 4    | CS Cartaginés           | 68  | 44 | 19 | 11 | 14 | 64 | 63 | +1   |
| 5    | AD San Carlos           | 62  | 44 | 17 | 11 | 16 | 81 | 78 | +3   |
| 6    | Jicaral Sercoba (en) P  | 59  | 44 | 14 | 14 | 15 | 56 | 57 | -1   |
| 7    | Guadalupe FC            | 59  | 44 | 15 | 14 | 15 | 57 | 59 | -2   |
| 8    | Municipal Grecia        | 50  | 44 | 13 | 11 | 20 | 59 | 76 | -17  |
| 9    | Municipal Pérez Zeledón | 49  | 44 | 12 | 13 | 19 | 50 | 70 | -20  |
| 10   | SD Santos               | 44  | 43 | 10 | 14 | 19 | 64 | 80 | -16  |
| 11   | Limon FC                | 41  | 43 | 11 | 8  | 24 | 43 | 68 | -25  |
| 12   | Universidad             | 34  | 44 | 8  | 10 | 26 | 50 | 90 | -40  |

| Légende : Qualifications et relégations | Légende : Qualifications et relégations                                        |
| --------------------------------------- | ------------------------------------------------------------------------------ |
|                                         | Ligue de la CONCACAF 2020                                                      |
|                                         | Relégué en Segunda División                                                    |
|                                         | C Vainqueur d'un des deux tournois de la saison P Promu de la saison 2018-2019 |

### La phase finale
Les quatre équipes qualifiées sont réparties dans le tableau final d'après leur classement général, le deuxième affrontant le troisième et le premier affrontant le quatrième lors des demi-finales.
En cas d'égalité sur la somme des deux matchs, c'est la position au classement général qui départage les deux équipes, sauf pour la finale où des prolongations puis une séance de tirs au but ont éventuellement lieu.

#### Tableau
|  |                    |            |                |            |                    |     |   |        |        |        |        |        |
|  | 1/2 finale         | 1/2 finale | 1/2 finale     | 1/2 finale | 1/2 finale         |     |   | Finale | Finale | Finale | Finale | Finale |
|  |                    |            |                |            |                    |     |   |        |        |        |        |        |
|  |                    |            |                |            |                    |     |   |        |        |        |        |        |
|  | Deportivo Saprissa | (1)        | 4              | 2          |                    |     |   |        |        |        |        |        |
|  | Deportivo Saprissa | (1)        | 4              | 2          |                    |     |   |        |        |        |        |        |
|  | CS Cartaginés      | (4)        | 0              | 3          |                    |     |   |        |        |        |        |        |
|  | CS Cartaginés      | (4)        | 0              | 3          | Deportivo Saprissa | (1) | 2 | 1      |        |        |        |        |
|  |                    |            |                |            |                    | (1) | 2 | 1      |        |        |        |        |
|  |                    |            | LD Alajuelense | (3)        | 0                  | 0   |   |        |        |        |        |        |
|  | CS Herediano       | (2)        | LD Alajuelense | (3)        | 0                  | 0   | 0 | 0      |        |        |        |        |
|  | CS Herediano       | (2)        |                |            |                    |     | 0 | 0      |        |        |        |        |
|  | LD Alajuelense     | (3)        | 2              | 0          |                    |     |   |        |        |        |        |        |
|  | LD Alajuelense     | (3)        | 2              | 0          |                    |     |   |        |        |        |        |        |

#### Demi-finales
| Club               | Aller | Retour | Club           | Commentaire |
| Deportivo Saprissa | 4-0   | 2-3    | CS Cartaginés  |             |
| CS Herediano       | 0-2   | 0-0    | LD Alajuelense |             |

#### Finale
| Match aller  | LD Alajuelense | 0:2   | Deportivo Saprissa                  | Stade Alejandro Morera Soto                      |                                                  |
| 24 juin 2020 |                | (0:2) | 12e A. Rodríguez · 26e E. Rodríguez | Spectateurs : Huis clos Arbitrage : Allen Quirós | Spectateurs : Huis clos Arbitrage : Allen Quirós |
| 24 juin 2020 | Rapport        |       |                                     | Spectateurs : Huis clos Arbitrage : Allen Quirós | Spectateurs : Huis clos Arbitrage : Allen Quirós |

| Match retour | Deportivo Saprissa | 1:0   | LD Alajuelense | Stade Ricardo Saprissa                                    |                                                           |
| 29 juin 2020 | Torres 67e         | (0:0) |                | Spectateurs : Huis clos Arbitrage : Juan Gabriel Calderón | Spectateurs : Huis clos Arbitrage : Juan Gabriel Calderón |
| 29 juin 2020 | Rapport            |       |                | Spectateurs : Huis clos Arbitrage : Juan Gabriel Calderón | Spectateurs : Huis clos Arbitrage : Juan Gabriel Calderón |

| Vainqueur du Tournoi Clausura 2020 Deportivo Saprissa 35e titre |

## Bilan du tournoi
| Tournoi de clôture du championnat de football du Costa Rica 2020 |                                |
| Champion                                                         | Deportivo Saprissa (35e titre) |
| Dauphin                                                          | LD Alajuelense                 |
| Qualifications continentales                                     |                                |
| Ligue de la CONCACAF 2020                                        | LD Alajuelense                 |
| Ligue de la CONCACAF 2020                                        | Deportivo Saprissa             |
| Ligue de la CONCACAF 2020                                        | CS Herediano                   |

## Statistiques

### Buteurs
| Rang | Nom               | Équipe             | Buts |
| 1    | Christian Bolaños | Deportivo Saprissa | 18   |
| 2    | Marcel Hernández  | CS Cartaginés      | 17   |
| 3    | Julio Cruz        | AD San Carlos      | 13   |